# Deutsche Raumfahrt
Deutsche Raumfahrt ist der Überbegriff über die Aktivitäten des Staates Deutschland oder einzelner Personen auf dem Gebiet der Weltraumfahrt. Das können die Erarbeitung theoretischer Grundlagen, aber auch die Konstruktion und Bau von Raketen oder Raumschiffe sein. Der Begriff umfasst mehrere Zeitepochen bzw. Gebiete: Waffentechnik des Mittelalters, Deutsches Reich (bis 1945), Bundesrepublik Deutschland (bis 1990), Deutsche Demokratische Republik (bis 1990) und Deutschland (ab 1990).

## Theoretische Grundlagen

### Beschreibung der Raketentechnik bereits ab 1529
Bereits zwischen 1529 und 1556 verfasste Conrad Haas (1509–1576) ein Kunstbuch (Staatsarchiv Sibiu, Varia II 374), in dem er auf 282 Seiten die damals zwei bekannten Einsatzgebiete (Feuerwerksträger und Waffe) der Raketentechnik beschrieb. Diese Handschrift wurde erst 1961 im Hermannstädter Staatsarchiv gefunden. In seinem Werk geht Haas auf fertigungstechnische Detailfragen des Raketenbaus ein, wobei er auch das Wirkungsprinzip der Rakete erklärt, und beschreibt eine Vielzahl von Raketentypen, beispielsweise die Mehrstufenrakete, die Bündelrakete und die Idee des modernen Raumschiffs.

### Beeinflussung durch die Science-Fiction-Literatur
Die Science-Fiction-Literatur beeinflusste mit Ideen die wissenschaftlichen Arbeiten auch der deutschen Wissenschaftler. Hermann Oberth wurde unter anderem von den Romanen Jules Vernes beeinflusst, etwa von dem Roman Von der Erde zum Mond (1865) und Reise um den Mond (1870).

### Konzeption eines Weltraumfahrzeugs 1880
Nach 1880 entwickelte Hermann Ganswindt Konzepte für ein Weltraumfahrzeug nach dem Rückstoßprinzip. Es sollte durch Dynamitexplosionen angetrieben werden. Er sah ein Zweistufenkonzept vor. Das Raumfahrzeug sollte von einem Träger in die Höhe geschleppt werden. Am 27. Mai 1891 hielt er in der Berliner Philharmonie einen öffentlichen Vortrag, in dem er sein Konzept eines Weltenfahrzeuges vorstellte.

### Entwürfe von Hermann Oberth 1917 bis 1929
Hermann Oberth entwarf im Jahr 1917 eine mit Ethanol und Sauerstoff betriebene Flüssigkeitsrakete. Er gewann die wissenschaftliche Erkenntnis, dass nur mit mehrstufigen Flüssigkeitsraketen der Weltraum erreicht werden könne. 1923 erschien sein Buch „Die Rakete zu den Planetenräumen“, welches breite internationale Resonanz auslöste und als eigentliches Geburtsdatum einer nun stetig zunehmenden wissenschaftlichen Beschäftigung mit Raketentechnik und Weltraumfahrt gilt. Die stark erweiterte Auflage seines ersten Buchs ließ Oberth 1929 mit dem neuen Titel „Wege zur Raumschiffahrt“ veröffentlichen. Das Buch wurde in den folgenden Jahren zum Standardwerk der Weltraumforschung und Raketentechnik und wurde von dem französischen Luftfahrt- und Raketenpionier Robert Esnault-Pelterie „Bibel der wissenschaftlichen Astronautik“ genannt. Oberth beschreibt in diesem Buch Anwendungsmöglichkeiten seiner Zweistufenrakete, unter anderem für die bemannte Raumfahrt einschließlich Raumanzug für den Außeneinsatz, das Weltraumteleskop zur Erdbeobachtung und die Dauer von interplanetaren Flügen,
die theoretischen Grundlagen zu Raumstationen im erdnahen Orbit von 700 bis 1200 km Höhe über dem Erdboden zur Erd- und Wetterbeobachtung und als Ausgangsbasis für Flüge zum Mond und zu den Planeten, den Bau und die Funktion des von ihm schon 1923 erfundenen Weltraumspiegel mit 100 bis 300 km Durchmesser im Erdorbit, mit denen unter anderem gezielt regional das Wetter beeinflusst werden soll. Im Kapitel „Reisen zu fremden Weltkörpern“ legt Hermann Oberth seine wissenschaftlichen Überlegungen und Berechnungen für Flüge (einschließlich Landungen) zum Mond, zu Asteroiden, zum Mars, zur Venus, zum Merkur und zu Kometen dar. Und er beschreibt auch seine Erfindung Ionentriebwerk, dessen Physik, die Funktion, die Konstruktion und die Nutzung für den interplanetaren Flug. Er beschreibt medizinische und wissenschaftlich Voraussetzungen, Ziele und Erwartungen, die mit solchen Reisen verbunden wären.

## Deutsches Reich bis 1945

### Die Anfangszeit
Inspiriert durch Hermann Oberths Buch „Die Rakete zu den Planetenräumen“ schrieb Max Valier 1924 mit Beratung durch Hermann Oberth das allgemeinverständliche Buch Der Vorstoß in den Weltenraum. Eine wissenschaftlich-gemeinverständliche Betrachtung.
In der Literatur jener Zeit war Willy Ley mit seinen allgemein verständlichen Beiträgen und Büchern herausragend.
Darüber hinaus entstanden auch weitere Fachbücher, darunter beispielsweise von
- Walter Hohmann (Die Erreichbarkeit der Himmelskörper 1925)
- Herman Potočnik (Das Problem der Befahrung des Weltraums – der Raketenmotor 1929),
- Eugen Sänger (Raketenflugtechnik 1933)

In den Jahren von 1927 bis 1934 versammelten sich im Verein für Raumschiffahrt (VfR) die meisten deutschen Raketenexperimentatoren. Der Verein brachte die Zeitschrift „Die Rakete“ (erste Fachzeitschrift für Raketentechnik und Raumfahrt) auf den Markt.
Am 11. Juni 1928 wurde der erste bemannte Raketenflug mit dem von Feststoffraketen angetriebenen Segelflugzeug, genannt die Lippisch-Ente, unternommen. Max Valier entwickelte ab 1928 zusammen mit Fritz von Opel durch Feststoffraketen angetriebene Raketenautos, -schienenwagen und -schlitten. Valier starb 1930 bei der Explosion eines Flüssigkeitstriebwerks und gilt damit als erstes Todesopfer der Raumfahrt. 1928 begann Reinhold Tiling seine Experimente mit Feststoffraketen, die als Rakete starteten und mit ausklappbaren Flügeln landeten. Bei einer Triebwerksexplosion fand er 1933 den Tod. Auch die Filmindustrie widmete sich der Raumfahrt. So drehte der Regisseur Fritz Lang mit wissenschaftlicher Beratung durch Hermann Oberth 1929 den Stummfilm Frau im Mond. Der Film und die beständige Arbeit des Vereins für Raumschiffahrt sowie die allgemeinverständlichen Bücher von Valier und Ley lösten eine Begeisterung für Idee der Raumfahrt aus.
Auf dem technischen Gebiet der Flüssigkeitsrakete wurde am 23. Juli 1930 die von Hermann Oberth erfundene Kegeldüse in Berlin erfolgreich in Betrieb gesetzt und dessen Funktionstüchtigkeit durch ein wissenschaftliches Gutachten bestätigt. Von 1930 bis 1933 wurden von Rudolf Nebel und Klaus Riedel die Flüssigkeitsraketen der Serie Mirak (Minimumsrakete) entwickelt und auf dem von ihnen gegründeten Raketenflugplatz Berlin mit Attraktion für das Publikums fliegen gelassen.
1931 gelang auch Johannes Winkler der Durchbruch, auch seine ersten Flüssigkeitsraketen stiegen auf.
Das Magdeburger Startgerät (10-L), auch als Magdeburger Pilotenrakete und 10-L (für die enthaltenen 10 Liter Flüssigtreibstoff) bezeichnet, sollte den ersten bemannten Raketenflug in der Geschichte sicherstellen. Die Entwickler waren Rudolf Nebel und Klaus Riedel. Trotz erfolgreicher Tests fand der ursprünglich für März 1933 geplante Flug mit dem Piloten Hans Hüter letztlich niemals statt. Nach mehreren Verzögerungen wurde das Projekt 1934 endgültig gestoppt, als die Nationalsozialisten sämtliche privaten Raketenversuche (unter die auch das Magdeburger Experiment fiel) untersagten.
Die Aktivitäten des Vereins für Raumschifffahrt und am Raketenflugplatz Berlin befanden sich seit der Machtübernahme der Nationalsozialisten im Frühjahr 1933 unter strenger Überwachung. Ende 1933 konfiszierte die Gestapo sämtliche Dokumente, im Juni 1934 wurden die Organisation und der Raketenflugplatz geschlossen. Seitdem waren private Raketenversuche verboten – alle Aktivitäten wurden ab sofort unter Schirmherrschaft der Wehrmacht in der Heeresversuchsanstalt Kummersdorf, später in der Heeresversuchsanstalt Peenemünde, weitergeführt.

### Raketen für den Zweiten Weltkrieg

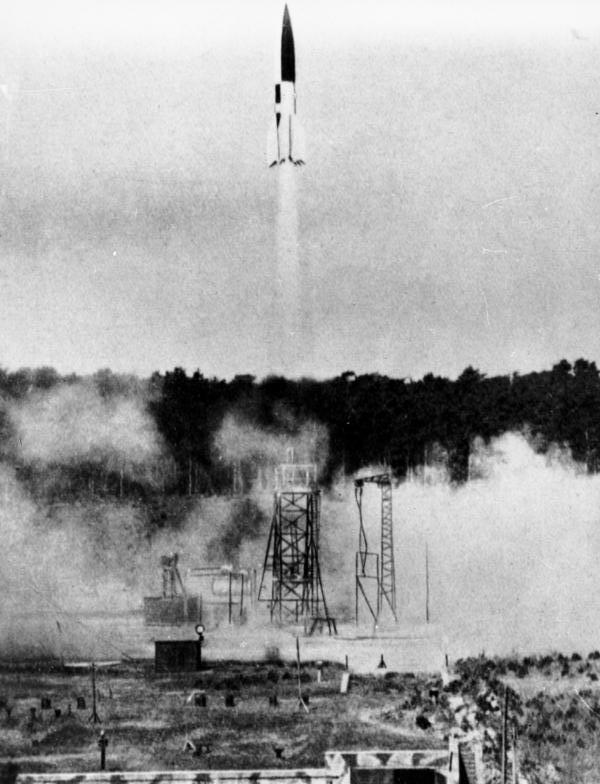
A4 Start vom Prüfstand VII im Sommer 1943

Während des Zweiten Weltkrieges wurden mehrere neue Raketentypen für das Militär entwickelt. Darunter waren die Großraketen
- Aggregat 4 (V2)
- Aggregat 3
- Aggregat 5
- Aggregat 9
- Aggregat 10

die unter der technischen Leitung von Wernher von Braun entwickelt worden sind, der ab 1928 Mitglied im Verein für Raumschiffahrt war. Ab dem Jahr 1937 übernahm er das Amt des technischen Leiters des Entwicklungsprogramms für militärische Raketen in der Heeresversuchsanstalt Peenemünde.
Auch folgende Raketentypen wurden für das Militär gebaut.
- Rheintochter (Rakete) (Flugabwehrrakete)
- Rheinbote (Rakete)
- Wasserfall (Rakete) (Flugabwehrrakete)
- Enzian (Rakete) (Flugabwehrrakete)
- Henschel Hs 117 (Flugabwehrrakete)

siehe auch: Liste der Versuchsstarts der A4-Rakete
Um all diese Raketen zu testen und zu starten, wurde in Peenemünde eine Versuchsanstalt und der Prüfstand VII (Raketenstartrampe) errichtet. Später kam als Erweiterung der Forschungsanstalt der Flugplatz Peenemünde-West hinzu. Auftraggeber war hier das Heereswaffenamt am Standort „Kummersdorf-Gut“ der Wehrmacht.
Produziert wurden diese Raketen vornehmlich im Dora-Mittelbau bei Nordhausen im Kohnstein.
Außerdem waren neben vielen anderen, folgende Personen an der Entwicklung dieser Raketen beschäftigt:
- Konrad Dannenberg
- Kurt Debus
- Walter Dornberger
- Krafft Ehricke
- Helmut Gröttrup
- Klaus Riedel
- Arthur Rudolph
- Ernst Steinhoff
- Ernst Stuhlinger
- Adolf Thiel
- Walter Thiel

Außer Helmut Gröttrup und Klaus Riedel wurden sie alle im Rahmen der Operation Overcast in die USA verbracht, um dort weitere Forschungen auf dem Gebiet der Raketentechnik anzustellen.
siehe auch: Raketen und Raketenflugzeuge im Zweiten Weltkrieg, Militär und Industrie entdecken die Raumfahrt, Deutsche Versuchsanstalt für Luftfahrt, Deutsche Forschungsanstalt für Luftfahrt

## Deutsche Techniker nach dem Zweiten Weltkrieg

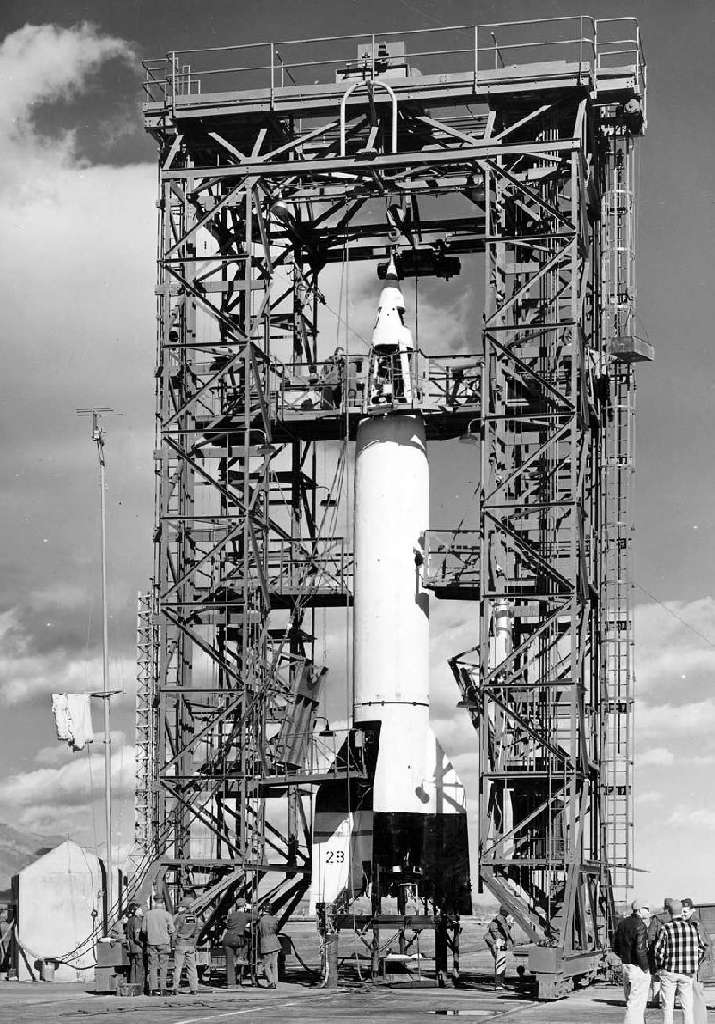
A4 auf der Startrampe in White Sands

Ein Teil der deutschen Raketenentwickler – mit Wernher von Braun an der Spitze – wurde im Rahmen der Operation Overcast in die USA und ein anderer Teil – mit Helmut Gröttrup an der Spitze – wurde in die Sowjetunion verbracht, um dort weitere Forschungen auf dem Gebiet der Raketentechnik anzustellen.
Ähnlich wie bei Operation Overcast, versuchten auch die Briten unter dem Codenamen Operation Backfire deutsche Wissenschaftler für Raketenversuche ins Königreich zu bringen.
Der Raketentechniker Wernher von Braun war führend an der Entwicklung der Saturn (Rakete) und am amerikanischen Apollo-Programm beteiligt. Helmut Gröttrup arbeitete von 1945 bis 1947 im sowjetischen Raketenprogramm mit. Zum Direktor des Centaur-Programms wurde ab 1959 der Wissenschaftler Krafft Arnold Ehricke. Kurt Heinrich Debus war von 1962 bis 1974 Leiter des Kennedy Space Center in Florida.
Auch folgende Wissenschaftler befassten sich mit Raketen- und Raumfahrttechnik:
- Walter Dornberger: Berater beim X20 Dyna-Soar Projekt
- Ernst Stuhlinger: Direktor des Marshall Space Flight Center 1960–1968
- Hans Ziegler: Wegbereiter für Kommunikationssatelliten und für Solarenergiesysteme zum Betrieb von Satelliten
- Hubertus Strughold: erster Professor für Weltraummedizin
- Heinz Haber: Physiker, Schriftsteller und Fernsehmoderator

siehe auch: Geschichte der Raumfahrt

## Bundesrepublik Deutschland (BRD) bis 1990
Die Hermann-Oberth-Gesellschaft entwickelte 1952 bis 1964 die Höhenforschungsraketen Kumulus und Cirrus (Rakete).
Diese Raketen wurden bei Cuxhaven Richtung Wattenmeer gestartet.
- Raketenstarts in Cuxhaven
- Berthold Seliger Forschungs- und Entwicklungsgesellschaft mbH

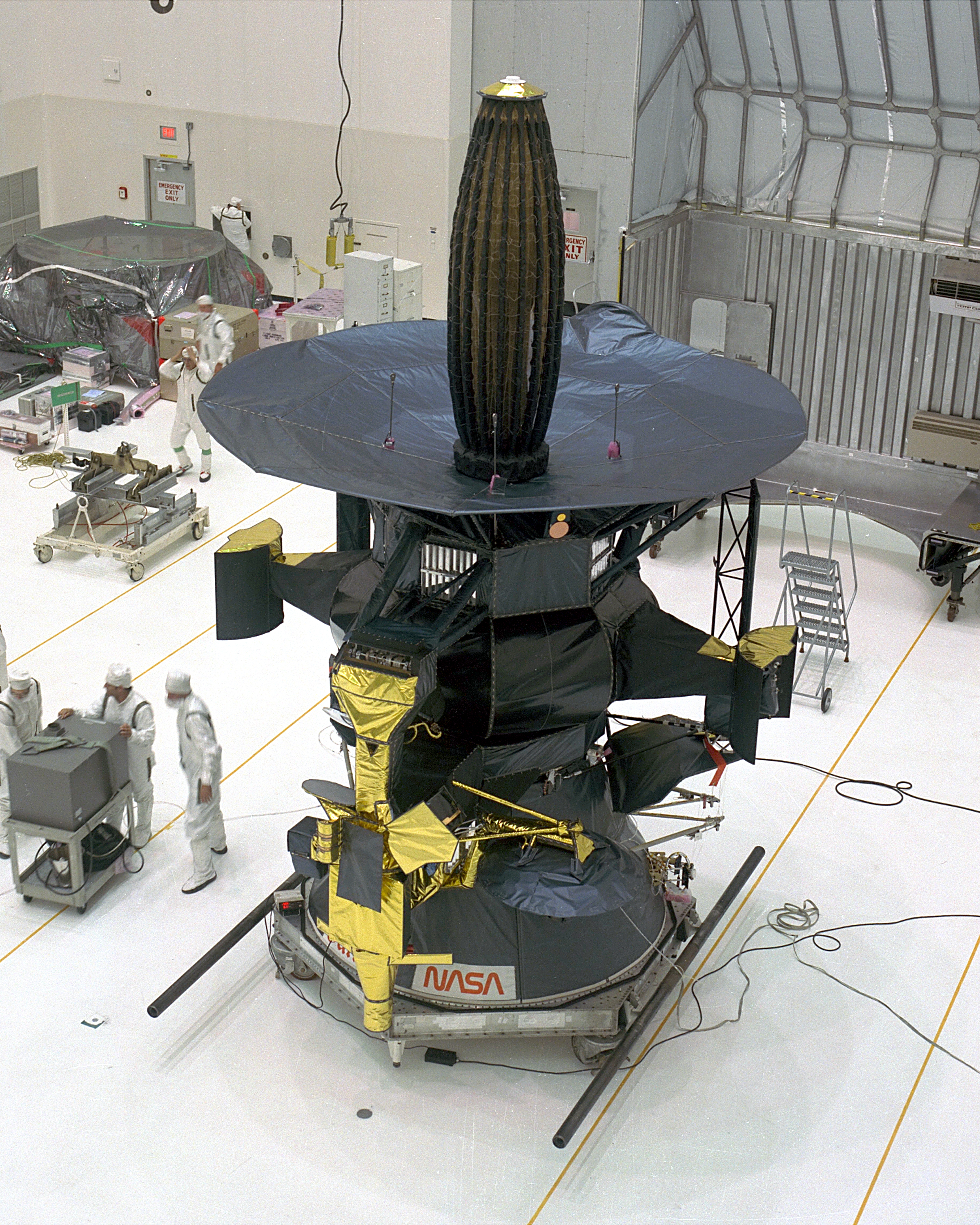
Galileo

- 1962: Die BRD und andere europäische Staaten gründeten die European Space Research Organisation (ESRO) und die European Launcher Development Organisation (ELDO)
- Die Entwicklung der Europa-Rakete durch die ELDO
- 1975: Die BRD gründete mit anderen europäischen Staaten die Europäische Weltraumorganisation (englisch European Space Agency (ESA)). Sie ist die Nachfolgeorganisation der europäischen ELDO, ESRO und der Europäischen Fernmeldesatelliten-Konferenz (CETS).
- Die Entwicklung der Ariane-Rakete durch die Airbus Group (vormals EADS) in Auftrag der ESA
- Das Spacelab, ein Raumlabor, das an Bord eines Space Shuttle zum Einsatz kam.
- Der Flug von Ulf Merbold, weitere Raumfahrer: Reinhard Furrer, Ernst Messerschmid
- Das Raumgleiter-Projekt Sänger (Sänger I: 1961–74, Sänger II: Ende der 1980er Jahre bis 1995)
- Raumsonden und Satelliten
  - erster deutscher Satellit: Azur – 8. November 1969
  - Dial – 10. März 1970
  - Aeros 1 und 2 – 16. Dezember 1972 und 16. Juli 1974
  - Helios (Sonde) (BRD/USA): Sonnensonde 1974–76
  - Symphonie 1 und 2 – 19. Dezember 1974 und 27. August 1975 (BRD/Frankreich, geostationären Nachrichtensatelliten)
  - TV-Sat 1 und 2 – 21. November 1987 und 9. August 1989
- Raketentypen:
  - Cirrus (Raketentyp)
  - Kumulus (Rakete)
  - OTRAG
  - Barbarella (Rakete)
  - Europa (Rakete)
  - Ariane (Rakete)
- Raumfahrtindustrie:
  - Messerschmitt-Bölkow-Blohm, Dornier-Werke, ERNO
- ELDO (1962–73), European Space Research Organisation (1962–75), ESA (seit 1975)
- Deutsche Forschungs- und Versuchsanstalt für Luft- und Raumfahrt (DFVLR), gegründet 1969
- AMSAT Deutschland

## Die Raumfahrtaktivitäten der DDR
Die DDR nahm am Interkosmosprogramm der Sowjetunion (siehe auch: Interkosmos) teil und war an der Mars-Sonde Phobos beteiligt.
Im technischen Bereich entwickelten Wissenschaftler in der DDR die Multispektralkamera MKF 6. Sie diente zur kosmischen Fernerkundung der Erde.
Einziger Kosmonaut der DDR war der aus Morgenröthe-Rautenkranz stammende Sigmund Jähn. Er war der erste Deutsche im Weltraum. Als Ersatzmann für ihn wurde Eberhard Köllner in Moskau ausgebildet.
Als Testgelände für Raketen wurde von 1970 bis 1992 das NVA-Übungsgelände auf Zingst verwendet (Raketenexperimente auf Zingst).

## Deutsche Raumfahrt ab 1990
- Der Beitrag zur ISS, das Raumlabor Columbus
- ESA, mit ihren Standorten in Deutschland: Europäisches Astronautenzentrum in Köln und Europäisches Raumflugkontrollzentrum in Darmstadt
- In Deutschland gibt es auch Aktivitäten von Studierenden. Neben einer regen Beteiligung an den REXUS- und dem BEXUS-Programm vom DLR gibt es auch mehrere verschiedene studentische Raumfahrtvereine und den Bundesverband studentischer Raumfahrt.
- Deutsches Zentrum für Luft- und Raumfahrt, Deutsche Agentur für Raumfahrtangelegenheiten (DARA): 1989–97
  - Das vom DLR verwaltete deutsche Raumfahrtbudget hat 2007 einen Umfang von ca. 846 Millionen Euro. 70 % davon gehen in ESA-Programme.
- Raumfahrtindustrie: EADS, EADS Astrium, DASA (Luft- und Raumfahrtkonzern), Bosch SatCom, Carl Zeiss, Kayser-Threde, MT Aerospace AG, OHB-System, VCS Nachrichtentechnik
- Deutsche Raumfahrer (Auswahl):
  - Sigmund Jähn, 1978 als erster deutscher Raumfahrer auf der sowjetischen Raumstation Saljut 6
  - Klaus-Dietrich Flade, war vom 17. März 1992 bis zum 25. März 1992 auf der russischen Raumstation MIR
  - Hans Wilhelm Schlegel und Ulrich Walter waren vom 26. April 1993 bis zum 6. Mai 1993 auf dem Spacelab im Space Shuttle eingesetzt
  - Reinhold Ewald, war vom 10. Februar 1997 bis zum 2. März 1997 auf der russischen Raumstation MIR
  - Thomas Reiter, war vom 3. September 1995 bis zum 29. Februar 1996 auf der MIR (Weltraumausstieg am 20. Oktober 1995) und vom 6. Juli 2006 bis zum 19. Dezember 2006 auf der ISS
  - Gerhard Thiele
  - Alexander Gerst, zwei Langzeiteinsätze auf der ISS, zuletzt als Kommandant der ISS-Expedition 57 (2018)
- Deutsche Satelliten und Raumsonden:
  - wesentliche Beteiligungen an Raumsonden: Mars Express (HRSC-High Resolution Stereo Camera), Venus Express (VMC, Venus Monitoring Camera), Rosetta (Lander Philae / OSIRIS-Optical, Spectroscopic and Infrared Remote Imaging System / COSIMA-Cometary Secondary Ion Mass Analyser / RSI-Radio Science Instrument), SMART-1 (SIR-SMART-1 Infrared Spectrometer)
  - wesentliche Beteiligung an der Jupitersonde Galileo
  - ROSAT (Start: 1. Juni 1990, Betriebsende: 12. Februar 1999)
  - CRISTA
  - TUBSAT (TU Berlin)
  - Munich Orbital Verification Experiment (MOVE) von WARR/TUM: first-MOVE, MOVE-II, MOVE-IIb und MOVE-III (in Entwicklung)[7]
  - ABRIXAS, CHAMP, BIRD (DLR), GRACE (BRD/USA), TET (Satellit), EQUATOR-S
  - Kopernikus-Satellit der Deutschen Telekom, SATCOMBw
  - Cubesats: BeeSat, COMPASS-1
  - Erderkundungssatelliten: Beteiligung an Envisat (SCIAMACHY), TerraSAR-X, RapidEye (beide öff.-priv. Partnerschaft, Kommerzialisierung von Erdbeobachtungsdaten), TanDEM-X (digitales Höhenmodell der Erdoberfläche), EnMAP (Ökosystem Erde: Interaktion Biosphäre-Physiosphäre), SAR-Lupe (militärischer Aufklärungssatellit), Beteiligung am EU-Projekt Kopernikus (Umweltbeobachtung, Katastrophenmanagement, Sicherheit)
- Aktuelle deutsche Raketenentwicklungsprojekte:
  - Spectrum von ISAR Aerospace in Ottobrunn, Bayern
  - RFA One von der Rocket Factory Augsburg in Bayern
  - SL1 von HyImpulse in Neuenstadt am Kocher, Baden-Württemberg
  - Project Nixus von WARR/TUM[8]

## Raketenstartplätze
Deutschland hatte für seine Raketenstarts verschiedene Startplätze. Sie lagen zum Teil in Deutschland, aber auch im Ausland. Heute sind diese Anlagen nicht mehr in Betrieb, deutsche Satelliten werden meist von russischen Weltraumbahnhöfen gestartet, teils auch in den USA, in Indien oder vom europäischen Raumfahrtzentrum Guayana.
Das Bremer Industriekonsortium German Offshore Spaceport Alliance verfolgt seit 2017 das Ziel, Kleinraketen von einem Schiff in der Nordsee starten zu lassen.

### Historisch
Von 1930 bis 1933 wurde der Raketenflugplatz Berlin-Tegel (Reinickendorf) für zivile Zwecke von Rudolf Nebel und Klaus Riedel betrieben. Nach den ersten Erfolgen in Heeresversuchsanstalt Kummersdorf war das Militär nicht mehr an privaten Raketenentwicklungen interessiert und verbot im Frühjahr 1934 alle zivilen Raketen-Experimente.
Die Wehrmacht betrieb in Kummersdorf bis 1945 ein Entwicklungs- und Erprobungszentrum für neue Waffensysteme und Ausrüstung. So entwickelte hier unter anderem Wernher von Braun – bis zur Verlegung nach Peenemünde 1936 – die Flüssigkeitsraketentriebwerke A1 und A2.
In den Jahren von 1936 bis 1945 wurde in der Heeresversuchsanstalt Peenemünde auf der Insel Usedom das Aggregat 4 (V2-Rakete) entwickelt. Die HVA Peenemünde gilt als erster Weltraumbahnhof der Welt.
Nach dem Zweiten Weltkrieg wurden in Cuxhaven von 1952 bis 1964 einige Raketenexperimente durchgeführt (siehe auch: Raketenstarts in Cuxhaven).
Die deutsche Firma OTRAG nutzte zwei Testgelände im Ausland. Dies war zum einen Kapani Tonneo (Shaba/Katanga) in Zaïre von 1988 bis 1992 und zum anderen von 1977 bis 1979 im Camp Tawiwa (Oase Seba) in Libyen.

## Hochschulen mit Fachbereich Luft- und Raumfahrt
An folgenden Hochschulen kann man im Fachbereich Luft- und Raumfahrt studieren:
- Rheinisch-Westfälische Technische Hochschule Aachen
- Fachhochschule Aachen
- Technische Universität Berlin
- Technische Universität Braunschweig
- Hochschule Bremen
- Technische Universität Dresden
- Technische Universität Darmstadt
- Universität der Bundeswehr München
- Technische Universität München
- Universität Stuttgart
- Universität Würzburg
- Universität Bremen
- Universität Gießen
- Duale Hochschule Baden-Württemberg Ravensburg